# 林克的十字弓訓練
《林克的十字弓訓練》是任天堂开发、2007年首发的射击游戏，对应Wii游戏机。本作为塞尔达传说系列衍生作品。
截至2008年9月，《林克的十字弓訓練》全球销量为275万套。